# Шмуригін Геннадій Павлович
Геннадій Павлович Шмуригін (нар. 18 серпня 1946) — радянський футболіст та тренер, виступав на позиції захисника.

## Кар'єра гравця
Народився в Нижньому Тагілі, але в дитинстві разом з родиною переїхав до Дніпродзержинська. Вихованець місцевої ДЮСШ. Дорослу футбольну кар'єру розпочав 1964 року в складі дніпродзержинському «Дніпровці». Наступного року виступав в аматорському колективі «Енергія» (Нова Каховка), а також зіграв 1 матч у кубку СРСР за нікопольський «Трубник». У 1966 році грав за інший аматорський клуб, «Гвардія» (Ромни). Потім виступав за армійський клуб «Іскра» (Смоленськ). У 1968 році повернувся до рідного клубу, який змінив назву на «Прометей» (Дніпродзержинськ). З 1970 по 1972 рік захищав кольори аматорського колективу «Авангард» (Вільногірськ). У 1973 році перейшов до «Сталі» (Орел). Наступного року перебрався в «Єнбек» (Жезкаган), у футболці якого 1975 року завершив кар'єру футболіста.

## Кар'єра тренера
По завершенні кар'єри гравця розпочав тренерську діяльність. Повернувся до Дніпродзержинська, де 1976 року очолив місцеву «Сталь». У 1977—1978 роках — граючий головний тренер «сталеварів». З 1979 по 1980 рік працював у тренерському штабі дніпродзержинського клубу, а з 1986 по 1989 рік працював тренером у ДЮСШ «Металург» (Кам'янське). З вересня й до кінця 1988 року виконував обов'язки головного тренера «Сталі». З 29 серпня 1998 року по 2 жовтня 1999 року знову очолював дніпродзержинський клуб. Наступного року став головним тренером аматорського колективу «Демошенко» (Кам'янське). У 2002 році допомагав тренувати «Сталь» (Кам'янське), а з 2004 по 2010 рік — дніпропетровський «Інтер». З вересня 2016 року працював у ДЮСШ «Сталь» (Дніпродзержинськ).

## Досягнення
«Металург» (Дніпродзержинськ)
- Чемпіонат УРСР серед аматорів
  -  Чемпіон (1): 1978